# Heteropoda mecistopus
Heteropoda mecistopus är en spindelart som beskrevs av Pocock 1898. Heteropoda mecistopus ingår i släktet Heteropoda och familjen jättekrabbspindlar. Inga underarter finns listade i Catalogue of Life.